# Scolopendra zuluana
Scolopendra zuluana är en mångfotingart som först beskrevs av Lawrence 1958.  Scolopendra zuluana ingår i släktet Scolopendra och familjen Scolopendridae. Inga underarter finns listade i Catalogue of Life.